# Багасса (отход сахарного тростника)

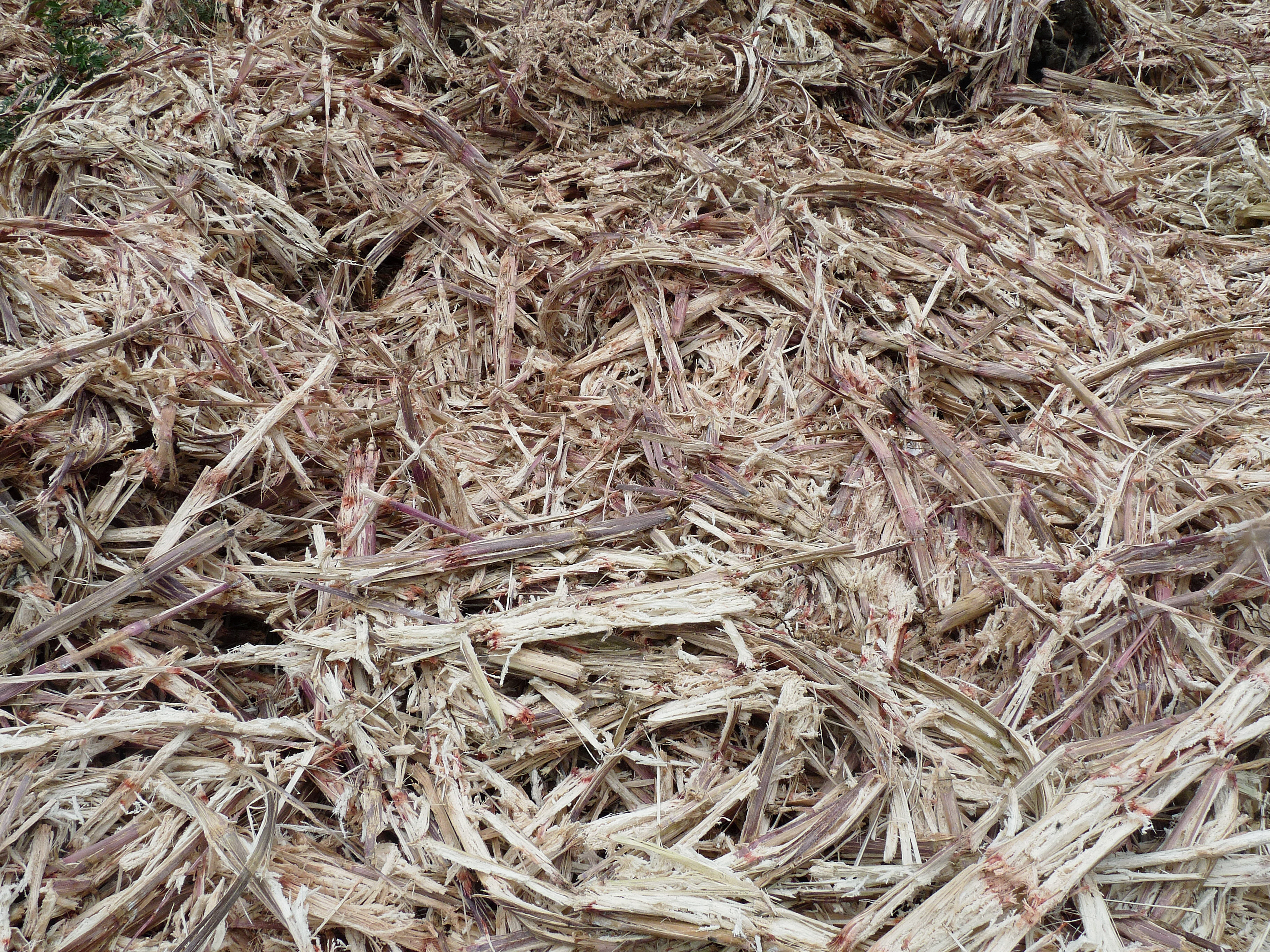
Багасса

Багасса — отход сахарного тростника, после измельчения и отделения от него сока.
Свежая багасса может служить как корм для скота.
Сухая багасса используется как топливо, в производстве изоляционных строительных материалов, картона.
Систематическое вдыхание пыли багассы может вызвать специфический пневмокониоз — багассоз.
В 1984 году на Кубе освоили выпуск бумаги из багассы (первая бумага из этого сырья была изготовлена в мае 1984 года на предприятии "Combinado de Papeles Blancos de Jatibonico") и производство спичек (с 1984 года спички кубинского производства делают из зелёной массы прошедших переработку стеблей сахарного тростника, а не из дерева).